# Bestuurlijke indeling van de Malediven

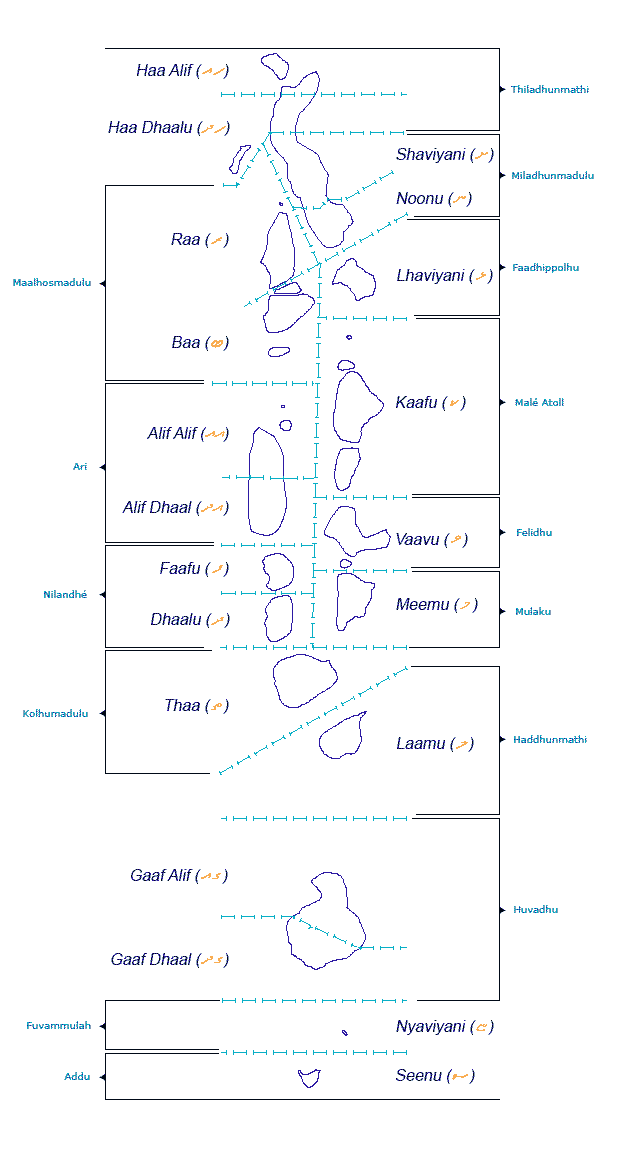
De atols van de Malediven. Met in het donkerblauw de naam van de bestuurlijke atols. In het oranje de lokale naam in het thaana en in het lichblauw de naam van de natuurlijke atols.

De bestuurlijke indeling van de Malediven kan enigszins verwarrend zijn. De Maldiven zijn ingedeeld in bestuurlijke atols en dat is niet hetzelfde als geografische atols. Een bestuurlijk atol kan een of meerdere geografische atols omvatten of juist een gedeelte van een atol.
Van noord naar zuid worden de volgende bestuurlijke atols gehanteerd:
- Haa Alif-atol
- Haa Dhaalu-atol
- Shaviyani-atol
- Noonu-atol
- Raa-atol
- Baa-atol
- Lhaviyani-atol
- Kaafu-atol
- Alif Alif-atol
- Alif Dhaal-atol
- Vaavu-atol
- Meemu-atol
- Faafu-atol
- Dhaalu-atol
- Thaa-atol
- Laamu-atol
- Gaafu Alif-atol
- Gaafu Dhaalu-atol
- Gnaviyani-atol
- Seenu-atol

De hoofdstad Malé vormt een zelfstandig onderdeel.